# Cran-Gevrier
Cran-Gevrier [kʁɑ̃ ʒəvʁije] est une ancienne commune française située dans le département de la Haute-Savoie, dans la banlieue d'Annecy, en région Auvergne-Rhône-Alpes.
Le 1er janvier 2017, elle fusionne avec les communes d'Annecy, Annecy-le-Vieux, Meythet, Pringy et Seynod pour former la commune nouvelle d'Annecy qui compte 126 000 habitants.

## Géographie

### Situation

#### Localisation
Cran-Gevrier se trouve en France dans le département de la Haute-Savoie, à l'ouest d'Annecy. La commune se situe au sein des Alpes.
Une partie de la ville se trouve sur une colline (colline de Gevrier). Le hameau de Cran se trouvait au niveau du Thiou.

#### Communes limitrophes
| Poisy    | Meythet      | Annecy |
| Chavanod | Cran-Gevrier | Annecy |
| Chavanod | Seynod       | Seynod |

#### Géologie et relief
La superficie de la commune est de 480 hectares, elle est située à 477 mètres d'altitude.

#### Hydrographie
La commune est traversée par trois cours d'eau :
- la rivière Le Thiou, longue de 3,5 km, est la plus petite rivière de France, elle permet au lac d'Annecy de se déverser dans le Fier ;
- le ruisseau des Trois fontaines (ou Isernon), affluent du Thiou qui fait 7,7 km ;
- le ruisseau de l'Herbe, long de 2,9 km.

Le torrent le Fier délimite le territoire de la commune de Cran-Gevrier de ceux de Meythet et Poisy.
Le résultat des analyses du contrôle sanitaire des eaux destinées à la consommation humaine effectué par le ministère chargé de la santé juge l'eau d'alimentation conforme aux exigences de qualité en vigueur pour l'ensemble des paramètres mesurés (19 mai 2014).

#### Climat
Le climat y est de type montagnard en raison de la présence du massif alpin.
| Ville             | Ensoleillement | Pluie     | Neige   | Orage   | Brouillard |
| ----------------- | -------------- | --------- | ------- | ------- | ---------- |
| Paris             | 1 797 h/an     | 642 mm/an | 15 j/an | 19 j/an | 13 j/an    |
| Nice              | 2 694 h/an     | 767 mm/an | 1 j/an  | 31 j/an | 1 j/an     |
| Strasbourg        | 1 637 h/an     | 610 mm/an | 30 j/an | 29 j/an | 65 j/an    |
| Cran-Gevrier      | 1942 h/an      | 920 mm/an | 10 j/an | 32 j/an | 25 j/an    |
| Moyenne nationale | 1 973 h/an     | 770 mm/an | 14 j/an | 22 j/an | 40 j/an    |

Voici un aperçu dans le tableau ci-dessous pour l'année 2007 :
| Mois                                   | J | F | M | A | M | J | J | A | S | O | N | D | Année |
| -------------------------------------- | - | - | - | - | - | - | - | - | - | - | - | - | ----- |
| Températures (sous abri, normales) °C  | … | … | … | … | … | … | … | … | … | … | … | … | …     |
| Précipitations (hauteur moyenne en mm) | … | … | … | … | … | … | … | … | … | … | … | … | …     |
| Source: Météo France et Météociel      |   |   |   |   |   |   |   |   |   |   |   |   |       |

#### Voies de communication et transports

##### Voies routières
Cran-Gevrier est traversée par plusieurs voies importantes au niveau communal et départemental :
- L'A41 (autoroute Grenoble-Genève) et l'échangeur sud d'Annecy (1987) sont présents sur la commune. Cet échangeur qui enregistre les plus gros trafics des échangeurs autoroutiers d'Annecy (environ 17 000 véhicules par jour) est directement relié à la voie rapide de Poisy. Longueur de 4,5 km entre la sortie Annecy-Centre vers Seynod et la sortie Metz Tessy aéroport. Elle est à 1/4 en 2 × 2 voies et 2 × 3 voies et aux 3/4 en 2 × 1 voies. Elle permet de relier la RD 1201 de Chambéry à la RD 1508 de Bourg-en-Bresse en proposant un accès à l'A41 dans sa partie urbaine.
- Boulevard Ouest : appelé aussi rocade d'Annecy, elle relie la voie rapide de Poisy au centre d'Annecy. D'une longueur d'environ 1,2 km, elle est en bonne partie configurée en route à 2 × 3 voies.

##### Transport ferroviaire
La ligne Aix-les-Bains - Annemasse passe sur le territoire de la commune en longeant le Thiou puis le Fier, mais Cran-Gevrier ne possède aucune gare.
Les voyageurs doivent se rendre à la gare d'Annecy.

##### Transports en commun
Les lignes de la SIBRA (Société intercommunale des bus de la région annécienne) desservent la commune. Il s'agit des lignes principales 1, 3, 5, 6 et 8 et des lignes d'extension 13 et 16. On trouve aussi le Noctibus M en soirée, et les Dim'bus I et L les dimanches et jours fériés.

##### Transports aériens
La commune fait partie de l'agglomération d'Annecy ; elle est donc rattachée à l'aéroport d'Annecy - Meythet.

### Urbanisme
Le plan local d'urbanisme passe aujourd'hui aux travaux pratiques, avec la définition, quartier par quartier, des futures règles d'urbanisme.
Engagé depuis deux ans, ce projet a permis de dresser un diagnostic de la commune, d'élaborer ensuite un projet d'aménagement et de développement durable. Il présente les grands secteurs à projets : le site des Papeteries, les quartiers du Vallon et du Pont neuf promis à la rénovation urbaine et la zone des Iles. Il propose aussi des évolutions pour les autres quartiers, et c'est l'ensemble de ces choix qu'il faut maintenant traduire en règles d'urbanisme, tout en concertant les habitants.

### Plan local d'urbanisme (PLU) 2009-2024
La ville a engagé depuis 2009 la révision de son plan d'occupation des sols (POS) en plan local d'urbanisme (PLU),.

### Morphologie urbaine
Cran-Gevrier est une mosaïque de quartiers différents ayant leur propre identité et leur propre histoire.
En effet, même si le quartier n'est pas très grand (environ 480 hectares), les voies de communications ont créé des différences de fonctionnement et de développement entre les quartiers. Les quartiers sont les suivants :
- Chorus/Le centre-ville : c'est le cœur de la ville. Il regroupe la mairie, une école élémentaire et maternelle et des commerces. En 1989, le site n'était encore qu'une friche industrielle. Aujourd'hui (en 2008), le quartier « Chorus » est entièrement neuf et de nouveaux dispositifs y ont vu le jour, comme la médiathèque intercommunale.
- Le Vernay : juxtaposant le quartier Chorus, c'est un quartier surtout résidentiel mélangeant les maisons individuelles au grand ensemble du Vernay. Dans le quartier, nous retrouvons aussi le grand complexe sportif et une école primaire/maternelle.
- Beauregard : c'est le premier quartier que l'on rencontre lorsque l'on quitte Chorus et donc la plaine de Cran. En montant sur la colline de Gevrier, on passe à côté des grands ensembles, appelés communément « Tours de Cran » pour arriver au Collège Beauregard, collège de la ville et de l'agglomération. Le quartier est donc surtout représenté par ses logements HLM (plus grand quartier avec le Jourdil) et par ses logements plus maisons individuelles.
- Le Vallon : le quartier du Vallon est le quartier encore plus haut lorsque l'on monte la colline et que l'on a traversé Beauregard. La particularité du Vallon est de regrouper dans un même lieu des logements type appartement, une école élémentaire/maternelle et beaucoup de commerces sur la place de l'Étale.
- Le Jourdil : c'est le deuxième grand ensemble de la ville après les tours de Beauregard. Construit en 1973/1974 pour faire face aux besoins croissants d'habitation, le quartier est surtout représenté par ses barres et ses tours. C'est essentiellement un quartier résidentiel.
- Renoir : le quartier Renoir a vu le jour beaucoup plus tard, entre 1985 et 1995. C'est un quartier résidentiel et commercial accueillant aussi la salle de spectacle Renoir. Après les grands ensembles des années 1970/1980, c'est un quartier qui fait la part belle à la verdure tout en essayant au maximum de juxtaposer les types de logement (maisons individuelles, immeubles, HLM).
- Carillons/Verts prés : le quartier des Carillons et des Prés Verts est situé de l'autre côté de la voie rapide de contournement. Ce quartier est très proche et touche la ville voisine de Seynod. C'est un quartier essentiellement résidentiel pour les Prés Verts et plutôt commercial pour les Carillons avec des bureaux de tabac, cafés et une boulangerie. Le quartier étant très excentré du centre-ville de Cran, les populations se sentent beaucoup plus proches de Seynod ou d'Annecy (centres-villes à 2 km) plutôt que de Cran-Gevrier (centre-ville à 3/4 km).
- Sous Aléry : c'est le quartier le plus ancien puisque ses maisons datent des années 1940/50. C'est un quartier résidentiel très calme avec quelques commerces (boulangerie, boucherie, pharmacie). Comme le quartier des Carillons/Prés Verts, les habitants vivent surtout avec Annecy toute proche (même pas 1 km) qu'avec Cran-Gevrier (la mairie étant à 2,5 km /3 km).

### Logement
Plus de cinq-cents logements nouveaux ont été construits de l'an 2000 à 2005 en cinq ans.

## Toponymie
Le nom de la ville devient officiellement Cran-Gevrier le 14 mars 1902. Le toponyme est composé des noms du centre de la paroisse, Gevrier, et du hameau de Cran.
Le toponyme Cran est un mot du français régional, qui veut dire « entaille ». Ce nom vient du gaulois crena (« échancrure, entaille »), d'où les mots français « cran » et « créneau ». Il semble désigner « une combe allongée ou resserrée ». Ici, il pourrait s'agir d'une entaille de la rivière du Thiou dans un sol composé de molasse. Ce passage aurait permis l'établissement d'une route entre Boutæ (Annecy) et Aquæ (Aix-les-Bains), ou entre deux eaux (entre le Thiou et le Fier)[réf. nécessaire].
Gevrier, *Gabriacum ou *Gibriacum, dérive avec le suffixe -iacum du nom d'un domaine d'origine gallo-romaine. Gabros, qui désigne le bouc en gaulois, est aussi un anthroponyme relativement fréquent.
En francoprovençal, le nom de la commune s'écrit Kran-Zhèvrî, selon la graphie de Conflans.

## Histoire

### Préhistoire et époque gallo-romaine
Les Romains furent les premiers à s'installer sur la colline. Une villa romaine sur le domaine d'un probable Gabriacus. Les historiens du XIXe siècle pensaient trouver un théâtre mais aucune trace n'en fut trouvée.

### XIXesiècle
- En 1828, construction d'une nouvelle usine de tissage à Cran-Gevrier due à la nécessité de mécaniser les métiers à tisser des filatures d'Annecy à la suite de la crise financière du début du XIXe siècle. L'édifice situé sur le site de La Thuile qui bénéficie d'une chute de 4 mètres du Thiou. Le bâtiment principal faisait 75 mètres de long sur 3 étages et abritait 150 métiers à tisser[12].
- En 1844, 410 métiers à tisser ont produit 2,5 M de mètres sur l'année.
- Après l'annexion de 1860, la concurrence de l'industrie française conduit à la ruine du tissage de Cran et de la filature d'Annecy, 2 000 ouvriers se retrouvent au chômage.
- En 1866, le tissage de Cran redémarre avec 560 ouvriers.
- En 1890, un nouvel atelier de tissage, rassemble 300 métiers à tisser toujours actionnés par la force hydraulique du Thiou et une turbine Kaplan[12].

### XXesiècle
- En 1955, l'usine de tissage de Cran ne résiste pas à la crise économique du textile et ferme définitivement.

### XXIesiècle
- 2006 : Fermeture de l'usine de Papeteries, laissant un site de 6 hectares.
- 2017 : La commune participe à la fusion amenant à la création de la commune nouvelle d'Annecy.

## Politique et administration

### Tendances politiques et résultats
Politiquement, Cran-Gevrier est une ville qui vote à droite aux élections nationales mais qui vote à gauche lors des scrutins locaux comme aux dernières municipales en 2008.

### Administration municipale
Le conseil municipal de Cran-Gevrier est composé d'un maire et de 33 conseillers municipaux. Parmi ces conseillers municipaux, on dénombre 9 maires-adjoints.
Cran-Gevrier a été l'une des premières villes de France à se doter, en 1989, d'un conseil municipal des jeunes (CMJ).

### Liste des maires
| Période                                  | Période                      | Identité           | Étiquette | Qualité                                                                                  |
| ---------------------------------------- | ---------------------------- | ------------------ | --------- | ---------------------------------------------------------------------------------------- |
| Les données manquantes sont à compléter. |                              |                    |           |                                                                                          |
| 1953                                     | 1964                         | Claudius Chappaz   | PS        | Ouvrier des forges de cran                                                               |
| Les données manquantes sont à compléter. |                              |                    |           |                                                                                          |
| mars 1983                                | 2003 (démission)             | Jacques Poulet     | PS        |                                                                                          |
| mars 2003                                | 12 décembre 2016 (démission) | Jean Boutry        | PS        | Cadre du secteur public                                                                  |
| 12 décembre 2016                         | 31 décembre 2016             | Nora Segaud-Labidi | PS        | Cadre de la fonction publique Conseillère régionale d'Auvergne-Rhône-Alpes (2015 → 2021) |

### Liste des maires délégués
| Période        | Période        | Identité           | Étiquette | Qualité |
| -------------- | -------------- | ------------------ | --------- | --- |
| 2 janvier 2017 | 4 juillet 2020 | Nora Segaud-Labidi | PS        | Cadre de la fonction publique Maire adjointe d'Annecy (2017 → ) Conseillère régionale d'Auvergne-Rhône-Alpes (2015 → 2021) |
| 4 juillet 2020 | En cours       | Yannis Sauty       | DVG       | Ancien chargé de mission culture et patrimoine                                                                             |

### Politique de développement durable
La commune a engagé une politique de développement durable en lançant une démarche d'Agenda 21 en 2009.
Le sommet de la colline de Gevrier est classé réserve naturelle.

### Jumelage et Partenariats
- Cran-Gevrier est jumelé avec Piossasco, ville du Piémont située à quelques kilomètres au sud-ouest de Turin (Italie). Ce jumelage existe depuis le 5-6 mai 1991[16].
- Cran-Gevrier a des relations de coopération privilégiées avec la ville de Trenčín en Slovaquie depuis 1993. Un festival du cinéma slovaque (à Cran-Gevrier) et français (à Trenčín) est organisé dans chacune des deux villes chaque année.
- En mars 2010, le jumelage avec la ville de Bathgate, en Écosse a été signé[17]. Cette ville, de taille similaire, est située à environ 20 minutes en voiture à l'ouest de l'aéroport d'Edimbourg dans le sud du pays.

## Population et société

### Démographie
Ses habitants sont appelés les Gévriens et Gévriennes. Ils sont également appelés les Cran-gevriens et Cran-gevriennes.
L'évolution du nombre d'habitants est connue à travers les recensements de la population effectués dans la commune depuis 1793. Pour les communes de plus de 10 000 habitants les recensements ont lieu chaque année à la suite d'une enquête par sondage auprès d'un échantillon d'adresses représentant 8 % de leurs logements, contrairement aux autres communes qui ont un recensement réel tous les cinq ans,.

En 2014, la commune comptait 17 257 habitants, en évolution de +5,24 % par rapport à 2008 (Haute-Savoie : +6,01 %, France hors Mayotte : +2,11 %).
| 1793 | 1800 | 1806 | 1822 | 1838 | 1848 | 1858 | 1861 | 1866 |
| ---- | ---- | ---- | ---- | ---- | ---- | ---- | ---- | ---- |
| 251  | 323  | 219  | 413  | 552  | 685  | 909  | 900  | 828  |

| 1872 | 1876 | 1881 | 1886 | 1891  | 1896  | 1901  | 1906  | 1911  |
| ---- | ---- | ---- | ---- | ----- | ----- | ----- | ----- | ----- |
| 836  | 879  | 849  | 887  | 1 023 | 1 214 | 1 310 | 1 454 | 1 619 |

| 1921  | 1926  | 1931  | 1936  | 1946  | 1954  | 1962  | 1968  | 1975   |
| ----- | ----- | ----- | ----- | ----- | ----- | ----- | ----- | ------ |
| 1 752 | 2 286 | 3 119 | 3 604 | 4 681 | 5 300 | 6 903 | 8 155 | 12 384 |

| 1982   | 1990   | 1999   | 2006   | 2011   | 2014   | - | - | - |
| ------ | ------ | ------ | ------ | ------ | ------ | - | - | - |
| 14 388 | 15 566 | 16 464 | 16 811 | 17 358 | 17 257 | - | - | - |

Évolution de la pyramide des âges de la ville de Cran-Gevrier, comparaison entre l'année 1999 et 1982 :
| Hommes | Classe d’âge | Femmes |
| ------ | ------------ | ------ |
| 248    | 75 à plus    | 487    |
| 841    | 60 à 74      | 1 009  |
| 2 138  | 40 à 59      | 2 332  |
| 2 656  | 20 à 39      | 2 517  |
| 2 140  | 0 à 19       | 2 074  |

| Hommes | Classe d’âge | Femmes |
| ------ | ------------ | ------ |
| 149    | 75 à plus    | 298    |
| 418    | 60 à 74      | 556    |
| 1 497  | 40 à 59      | 1 437  |
| 2 527  | 20 à 39      | 2 646  |
| 2 458  | 0 à 19       | 2 366  |

Le nombre total de ménages à Cran-Gevrier est de 6 829. Ces ménages ne sont pas tous égaux en nombre d'individus. Certains de ces ménages comportent une personne, d'autres deux, trois, quatre, cinq voire plus de six personnes. Voici ci-dessous, les données en pourcentage de la répartition de ces ménages par rapport au nombre total de ménages.
Les Ménages
| Ménages de :                | 1 personne | 2 pers. | 3 pers. | 4 pers. | 5 pers. | 6 pers. ou + |
| --------------------------- | ---------- | ------- | ------- | ------- | ------- | ------------ |
| Cran-Gevrier                | 32,4 %     | 29,2 %  | 16,8 %  | 14,2 %  | 5,2 %   | 2,2 %        |
| Moyenne Nationale           | 31 %       | 31,1 %  | 16,2 %  | 13,8 %  | 5,5 %   | 2,4 %        |
| Sources des données : INSEE |            |         |         |         |         |              |

### Enseignement
- Le lycée Charles-Baudelaire (anciennement appelé 4e lycée) est le lycée d'enseignement public le plus récent de l'agglomération annécienne.
- Le lycée professionnel Les Carillons : métiers du tertiaire.
- Le collège Beauregard.

### Manifestations culturelles et festivités
- Festival du film social « La Nuit de la colère » (18e édition en juin 2010).
- Le festival des Arts Nomades (4e édition, du 1er au 4 juillet 2014) : spectacles gratuits en plein air.
- Les Rencontres du cinéma Slovaque et d'Europe Centrale (9e édition, 22 au 26 novembre 2013).
- Festival Itinérant Petit Patapon[23] (12e édition en avril/mai 2019)

### Sports
- Le club Cran-Gevrier VTT accueille chaque année une manche de la coupe Rhône-Alpes (12e édition le 19 mai 2013).

### Médias

#### Radios et télévisions
La commune est couverte par des antennes locales de radios dont France Bleu Pays de Savoie, ODS Radio… Enfin, la chaîne de télévision locale TV8 Mont-Blanc diffuse des émissions sur les pays de Savoie. Régulièrement, l'émission La Place du village expose la vie locale du bassin annécien. France 3 et sa station régionale France 3 Alpes peuvent parfois relater les faits de vie de la commune.

#### Presse et magazines
La presse écrite locale est représentée par des titres comme Le Dauphiné libéré, L'Essor savoyard, Le Messager - édition Genevois, le Courrier savoyard.

#### Internet
La ville de Cran-Gevrier a été récompensée pour sa politique Internet par le label « Ville Internet » en 2004 (@@@) et 2005 (@@) .

## Économie

### Emploi
Le taux de chômage, en 1999, pour la commune s'élève à 11 %, avec un nombre total de 948 chômeurs. Le taux d'activité entre 20 et 59 ans s'établit à 87 % ce qui est supérieur à la moyenne nationale qui est de 82,2 %. On comptait 52,2 % d'actifs contre 13,9 % de retraités dont le nombre est inférieur à la moyenne nationale (18,2 %). Il y avait 23,9 % de jeunes scolarisés et 10 % de personnes sans activité.
Répartition des emplois par domaine d'activité
|                             | Agriculteurs | Artisans, commerçants, chefs d'entreprise | Cadres, professions intellectuelles | Professions intermédiaires | Employés | Ouvriers |
| --------------------------- | ------------ | ----------------------------------------- | ----------------------------------- | -------------------------- | -------- | -------- |
| Cran-Gevrier                | 0 %          | 5,6 %                                     | 6,9 %                               | 22,7 %                     | 31,3 %   | 33,6 %   |
| Moyenne nationale           | 2,4 %        | 6,4 %                                     | 12,1 %                              | 22,1 %                     | 29,9 %   | 27,1 %   |
| Sources des données : INSEE |              |                                           |                                     |                            |          |          |

### Entreprises de l'agglomération
Le nombre d'entreprises et d'établissements total est de 854. Cran-Gevrier a atteint un nombre de 108 créations d'entreprises pour l'année 2004. Elle se situe ainsi au 435e rang national. On peut dénombrer principalement treize types d'établissements. Les établissements de l'industrie agricole et alimentaire représentent 2,5 % du nombre total d'entreprises avec un nombre de vingt et un établissements, les industries des biens de consommation représentent 3,4 % avec vingt-neuf établissements, les industries des biens d'équipement une part de 3,7 % avec trente deux entreprises, l'industrie des biens intermédiaires comporte trente deux entreprises soit 3,7 %, l'énergie s'élève à 0,4 % avec ses trois entreprises, la construction avec ses cent quarante sept entreprises représente 17,2 %, le commerce représente pas moins de 24,9 % du nombre total d'entreprises avec deux cent treize établissements, le transport comprend vingt et un établissements soit 2,5 %, les activités immobilières totalisent vingt cinq entreprises soit 2,9 %, les services aux entreprises représentent 19,3 % avec cent soixante-cinq établissements, les services aux particuliers comprennent quatre-vingt-quatorze entreprises soit 11 % et enfin pour ce qui touche au dernier type d'établissement à savoir l'éducation, la santé et l'action sociale on dénombre soixante et onze entreprises soit 8,3 % du nombre d'établissements total.
La papeterie Aussedat a été longtemps la plus grosse entreprise de la commune. Elle a fermé en 2006. On note aussi l'entreprise Ceccon frères.
Depuis début 2014, la rénovation de la micro-centrale du cercle de l'eau, qui avait été abandonnée dans les années 1950, permet de produire annuellement environ 850 000 kWh.

## Culture locale et patrimoine

### Lieux et monuments
- Château d'Aléry[28]

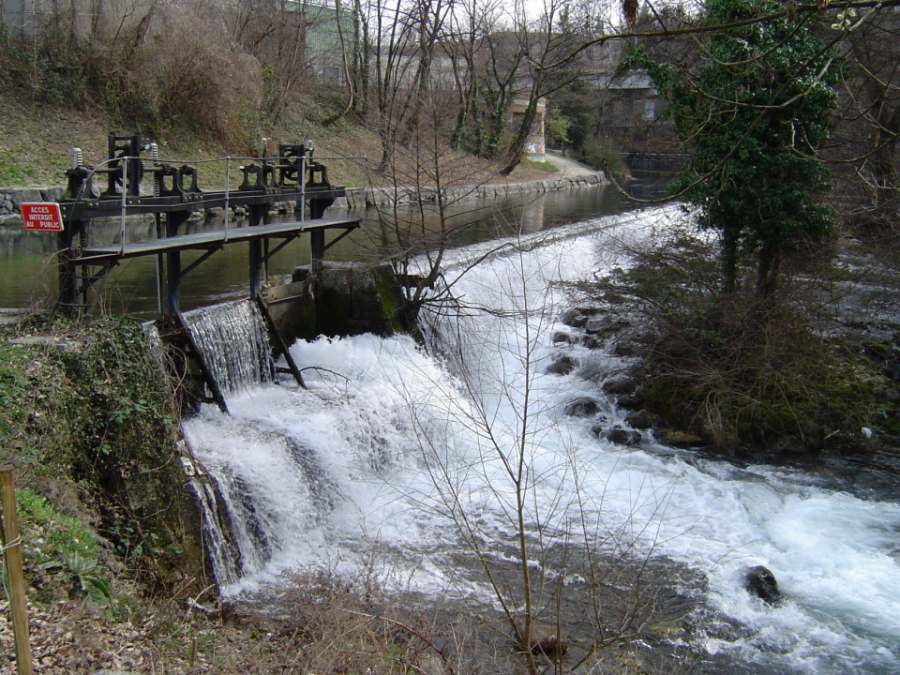
Le Thiou à Cran-Gevrier.

- Chapelle de Gevrier. Originellement construite sur les ruines d'une église romane du XIe siècle, c'est le plus ancien monument religieux du bassin annécien. À la suite de la rénovation de 1933, elle fut dédiée à « Notre-Dame de la Salette ». La nef fut déconstruite en 1961. Désaffectée en 1974, elle a été rénovée en 2010.
- Église Saint-Étienne du Pont-Neuf, construite en 1936 par Du Bois de la Villerabel, près de l'emplacement de l'ancienne chapelle de Saint-Étienne de Gevrier. Les vitraux sont en verre américain irisé.
- Église du Sacré-Cœur de Mosinges, un exemple d'art sacré de Vatican II, vitraux de Henri Déchanet, tapisserie de Jean Bazaine.

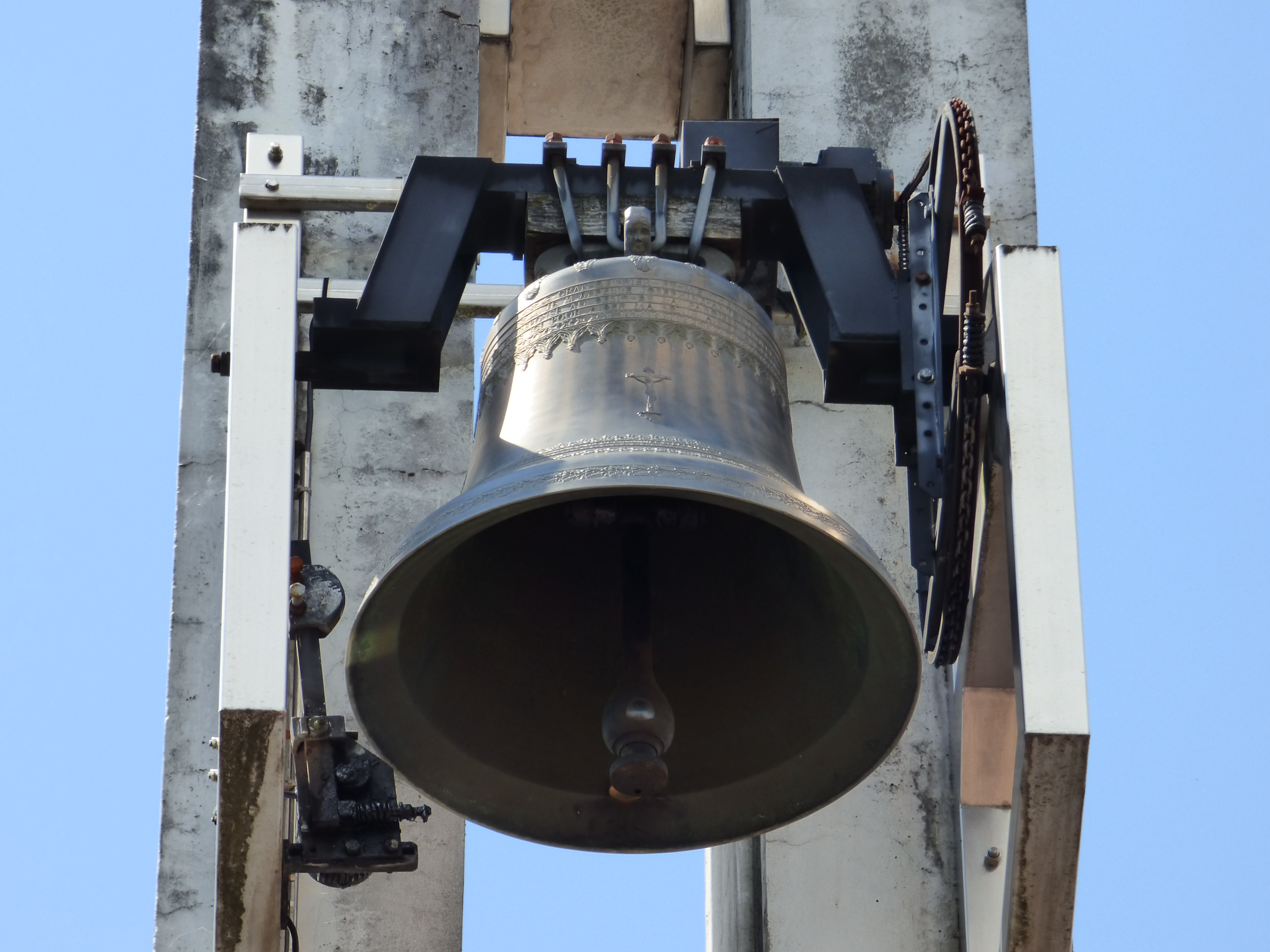
La cloche de l'Église de l'Annonciation

- La cloche de l'Église de l'AnnonciationÉglise de l'Annonciation au Vallon, construite en art néo-gothique, dans les années 1990. Sa cloche fondue par la fonderie Paccard en 1911 vient de l'ancienne église des Forges.
- Église Sainte-Geneviève des Bressis, construite en 1964.
- Statue de Saint-Joseph sur un piédestal dominant le quartier de Sous-Aléry. Elle y a été installée le 15 août 1875 sur une petite butte. Elle avait été financée par une souscription privée lancée par deux chanoines (Charvillon et Delemières).
- Grotte de Notre-Dame-de-Lourdes, près du collège Beauregard, construite car le quartier avait été protégé lors du bombardement du 11 novembre 1943 qui avait fait 11 morts dans le quartier d'à côté.

### Espaces verts et fleurissement
En 2014, la commune obtient le niveau « deux fleurs » au concours des villes et villages fleuris.

### Patrimoine culturel
La Turbine est un espace culturel réunissant dans un même lieu une médiathèque, un cinéma classé art et essai ainsi que le CCSTI de la Haute-Savoie. Il est situé au centre de la ville de Cran-Gevrier et a ouvert ses portes en décembre 2004. Le CCSTI est un espace ludique et interactif de 1 000 m2.

### Personnalités liées à la commune
- Famille de Crans, famille noble (XIVe – XVIIIe siècle) (Foras, vol.2)
- Paul Cabaud (1817-1895), peintre, lithographe, élève de Prosper Dunant, demeura au Pont-neuf rue de l'Isernon à Cran-Gevrier, est né à Cran-Gevrier.
- Ernest Dusaugey (1871-1951, natif), ingénieur civil, major de l'école des Mines. Il a travaillé sur la réalisation du barrage du lac du Sautet, il a installé les première lignes électriques triphasées à 15 000 V, et fut le premier à installer des lignes électriques en câbles aluminium-acier (il délaissera le cuivre).
- Georges Volland (1908-1972, natif), maire d'Annecy de 1947 à 1953.
- Jean-Jacques Grünenwald (1911-1982, natif), architecte, organiste à Saint-Sulpice (Paris), compositeur.
- Claude Maupuy (1932-2005), culturiste, no 3 Mister Univers 1962, Mister Apollon 1963.
- La lignée des papetiers Aussedat.

### Vie militaire
Unité militaire en garnison à Cran-Gevrier :
- 27e bataillon de chasseurs alpins Quartier Tom-Morel, 8 avenue Capitaine-Anjot.

### Héraldique
| Armes de Cran-Gevrier | Les armes de Cran-Gevrier se blasonnent ainsi : Parti ; au premier de gueules aux trois losanges d'argent posées et rangées en bande,au chef du même chargé de deux barres de sable, au second d'argent à la roue dentée de huit pièces et de quatre rais posés en sautoir, soutenue d'une tierce ondée, le tout de sable, au chef de gueules chargé d'une croix du champ. On peut reconnaitre une symbolique à certains éléments du blason de Cran : la roue dentée et la tierce ondée pour les activités industrielles sur le Thiou comme les forges ou la papeterie ; la croix d'argent sur gueules, armes de la Savoie. |